# Daisy Edgar-Jones
Daisy Edgar-Jones (Londen, 24 mei 1998) is een Brits actrice. Ze is vooral bekend door haar rol als Marianne in de miniserie Normal People, die haar nominaties voor de Critics' Choice Award, BAFTA en Golden Globe opleverde. Ze verscheen op de 2020 - lijst van invloedrijke vrouwen in de Britse versie van het tijdschrift Vogue. Ze was ook te zien in de televisieseries Cold Feet en War of the Worlds. 

## Biografie
Daisy Edgar-Jones werd geboren in Islington als dochter van de Noord-Ierse moeder Wendy en de Schotse vader Philip, die directeur is van Sky Arts en hoofd entertainment bij Sky. Ze groeide op in Muswell Hill, Londen, en ging naar The Mount School for Girls en het Woodhouse College voordat ze werd toegelaten tot het National Youth Theatre. Ze studeerde ook aan The Open University.
Na te zijn verschenen in de Christmas Special van Outnumbered in 2016 op BBC One, werd Edgar-Jones op 17-jarige leeftijd gecast als Olivia Marsden in ITV's komediedrama Cold Feet naast James Nesbitt. In 2018 verscheen ze als Jessica Thompson in Silent Witness en in de onafhankelijke coming-of-age-speelfilm Pond Life, geregisseerd door Bill Buckhurst. Ze speelde mee in de National Youth Theatre-productie The Reluctant Fundamentalist.
Edgar-Jones speelde Emily Gresham in de eerste twee seizoenen van de Britse televisieserie War of the Worlds. In mei 2019 werd aangekondigd dat Edgar-Jones was gecast in de hoofdrol van Marianne naast Paul Mescal als Connell in de Hulu- en BBC Three-serie Normal People, een bewerking van de roman van Sally Rooney.  
Edgar-Jones speelde in februari 2020 in het toneelstuk Albion in het Almeida Theatre in Londen, dat werd opgenomen en later in augustus uitgezonden door de BBC.

## Prijzen en nominaties
De belangrijkste:
| Jaar | Prijs                                 | Categorie                                                        | Televisieserie | Uitslag     |
| ---- | ------------------------------------- | ---------------------------------------------------------------- | -------------- | ----------- |
| 2021 | 78e Golden Globe Awards               | Beste actrice in een televisiefilm, miniserie of anthologieserie | Normal People  | Genomineerd |
| 2021 | 11e Critics' Choice Television Awards | Beste actrice in een film/miniserie                              | Normal People  | Genomineerd |
| 2021 | 10e AACTA International Awards        | Beste actrice in een serie                                       | Normal People  | Genomineerd |
| 2021 | Broadcasting Press Guild Awards       | Beste actrice                                                    | Normal People  | Genomineerd |
| 2021 | RTS Programme Awards                  | Beste actrice                                                    | Normal People  | Genomineerd |
| 2021 | British Academy Television Awards     | Beste actrice                                                    | Normal People  | Genomineerd |
| 2020 | Gold Derby TV Awards                  | Beloftevolle actrice van het jaar                                | Normal People  | Genomineerd |